# Université libre des langues et de la communication
L'université libre des langues et de la communication (en italien, Libera Università di Lingue e Comunicazione, abrégé en IULM) est une université privée italienne, située à Milan. Elle succède à un institut universitaire, d'où son sigle.
Fondée en 1968 par Carlo Bo et Silvio Baridon comme Istituto Universitario di Lingue Moderne (IULM), elle ne porte son nom actuel que depuis 1998.